# Trochidae
Trochidae là một họ ốc biển thuộc nhánh Vetigastropoda (theo ghi nhận của Bouchet & Rocroi, 2005).

## Phân loại
Theo phân loại World Register of Marine Species ngày 14 tháng 10 năm 2021:
Phân họ Alcyninae S. T. Williams, K. M. Donald, Spencer & T. Nakano, 2010
- Alcyna A. Adams, 1860

Phân họ Cantharidinae Gray, 1857
- Agagus Jousseaume, 1894
- Calthalotia Iredale, 1929
- Cantharidoscops Galkin, 1955
- Cantharidus Montfort, 1810
- Clelandella Winckworth, 1932
- Gibbula Risso, 1826
- Iwakawatrochus Kuroda & Habe, 1954
- Jujubinus Monterosato, 1884
- Kanekotrochus Habe, 1958
- Komaitrochus Kuroda & Iw. Taki, 1958
- Micrelenchus Finlay, 1926
- Nanula Thiele, 1924
- Odontotrochus P. Fischer, 1879
- Oxystele Philippi, 1847
- Pagodatrochus Herbert, 1989
- Phasianotrochus P. Fischer, 1885
- Phorcus Risso, 1826
- Pictodiloma Habe, 1946
- Priotrochus P. Fischer, 1879
- Prothalotia Thiele, 1930
- Pseudotalopia Habe, 1961
- Roseaplagis K. M. Donald & Spencer, 2016
- Steromphala Gray, 1847
- Thalotia Gray, 1847
- Tosatrochus MacNeil, 1961

Phân họ Carinotrochinae S.-Q. Zhang, J. Zhang & S.-P. Zhang, 2020
- Carinotrochus S.-Q. Zhang, J. Zhang & S.-P. Zhang, 2020

Phân họ Chrysostomatinae S. T. Williams, K. M. Donald, Spencer & T. Nakano, 2010
- Chlorodiloma Pilsbry, 1889
- Chrysostoma Swainson, 1840

Phân họ Fossarininae Bandel, 2009
- Broderipia Gray, 1847
- Clydonochilus P. Fischer, 1890
- Fossarina A. Adams & Angas, 1864
- Synaptocochlea Pilsbry, 1890

Phân họ Halistylinae Keen, 1958
- Botelloides Strand, 1928
- Charisma Hedley, 1915
- Halistylus Dall, 1890

Phân họ Kaiparathininae B. A. Marshall, 1993
- Kaiparathina Laws, 1941

Phân họ Monodontinae Gray, 1857
- Austrocochlea P. Fischer, 1885
- Diloma Philippi, 1845
- Monodonta Lamarck, 1799

Phân họ Stomatellinae Gray, 1840
- Calliotrochus P. Fischer, 1879
- Microtis H. Adams & A. Adams, 1850
- Pseudostomatella Thiele, 1924
- Stomatella Lamarck, 1816
- Stomatia Helbling, 1779
- Stomatolina Iredale, 1937

Phân họ Trochinae Rafinesque, 1815
- Cantharidella Pilsbry, 1889
- Clanculus Montfort, 1810
- Coelotrochus P. Fischer, 1879
- Cratidentium K. M. Donald & Spencer, 2016
- Eurytrochus P. Fischer, 1879
- Infundibulum Montfort, 1810
- Notogibbula Iredale, 1924
- Paraclanculus Finlay, 1926
- Pulchrastele Iredale, 1929
- Rubritrochus L. Beck, 1995
- Trochus Linnaeus, 1758

Phân họ Umboniinae H. Adams & A. Adams, 1854
- Antisolarium Finlay, 1926
- Bankivia Krauss, 1848
- Camitia Gray, 1842
- Conotalopia Iredale, 1929
- Ethalia H. Adams & A. Adams, 1854
- Ethaliella Pilsbry, 1905
- Ethminolia Iredale, 1924
- Inkaba Herbert, 1992
- Isanda H. Adams & A. Adams, 1854
- Leiopyrga H. Adams & A. Adams, 1863
- Lirularia Dall, 1909
- Monilea Swainson, 1840
- Parminolia Iredale, 1929
- Pseudominolia Herbert, 1992
- Rossiteria Brazier, 1895
- Sericominolia Kuroda & Habe, 1954
- Umbonium Link, 1807
- Vanitrochus Iredale, 1929
- Zethalia Finlay, 1926

Các chi chưa xếp vào phân họ nào:
- Amonilea Cossmann, 1920 †
- Anceps Kolesnikov, 1939 †
- Bowdenagaza Woodring, 1928 †
- Callumbonella Thiele, 1924
- Coeloconulus Nützel, 2012 †
- Conominolia Finlay, 1926 †
- Enida A. Adams, 1860
- Eocalliostoma O. Haas, 1953 †
- Falsotectus Gründel, Keupp & Lang, 2017 †
- Gibbuliculus Harzhauser, 2021 †
- Kishinewia Kolesnikov, 1935 †
- Lesperonia Tournouër, 1874 †
- Lithotrochus Conrad, 1855 †
- Minopa Iredale, 1924
- Miofractarmilla Laws, 1948 †
- Omphalomargarites Habe & Ito, 1965
- Pachydontella Marwick, 1948 †
- Paroxystele O. Schultz, 1970 †
- Phorculus Cossmann, 1888 †
- Pseudodiloma Cossmann, 1888 †
- Rollandiana Kolesnikov, 1939 †
- Sarmatigibbula Sladkovskaya, 2017 †
- Sinzowia Kolesnikov, 1935 †
- Timisia Jekelius, 1944 †

## Hình ảnh

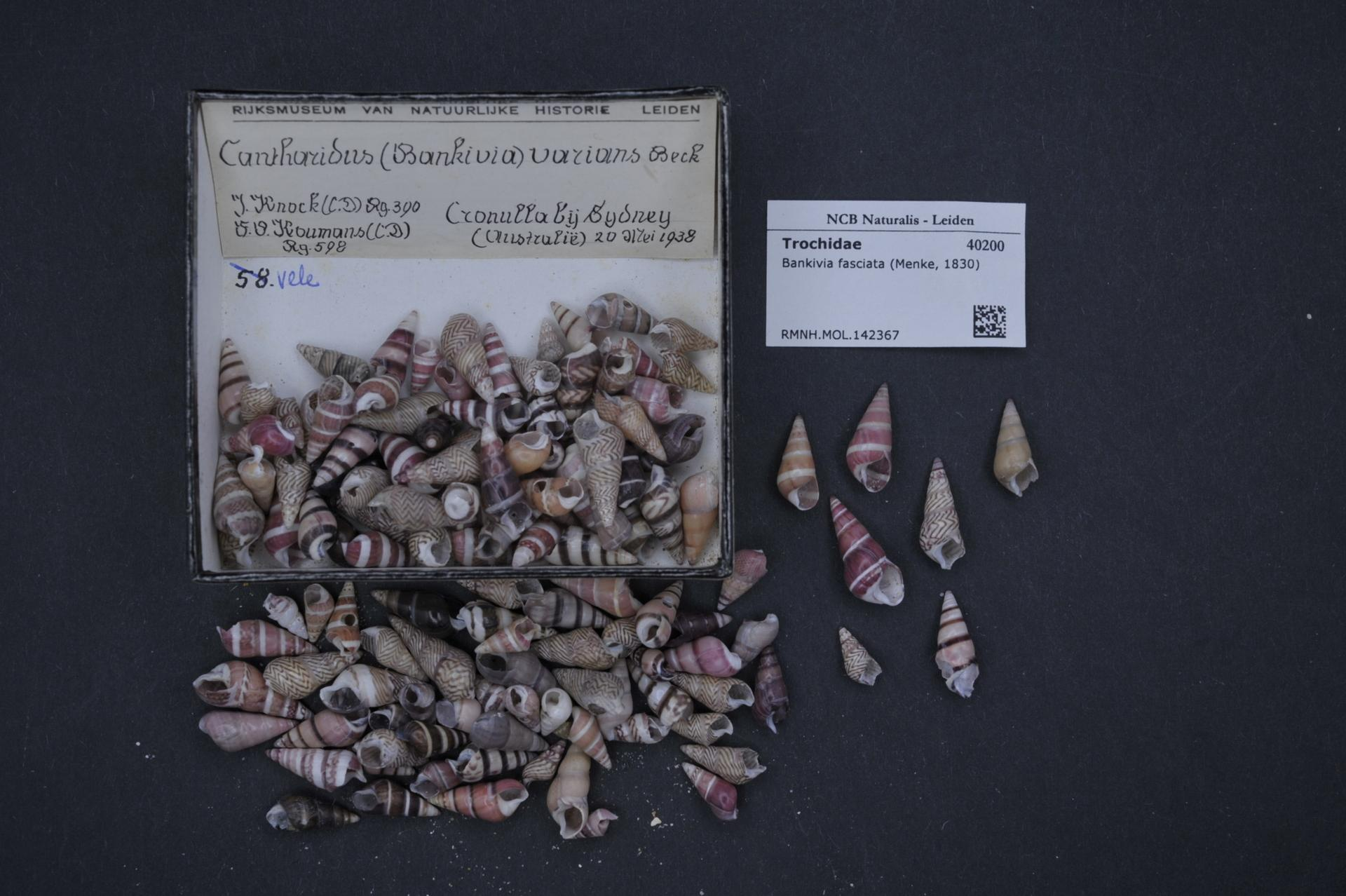
Bankivia fasciata
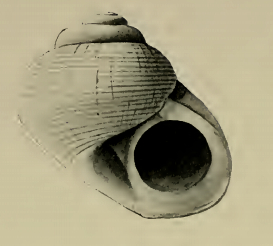
Charisma compacta
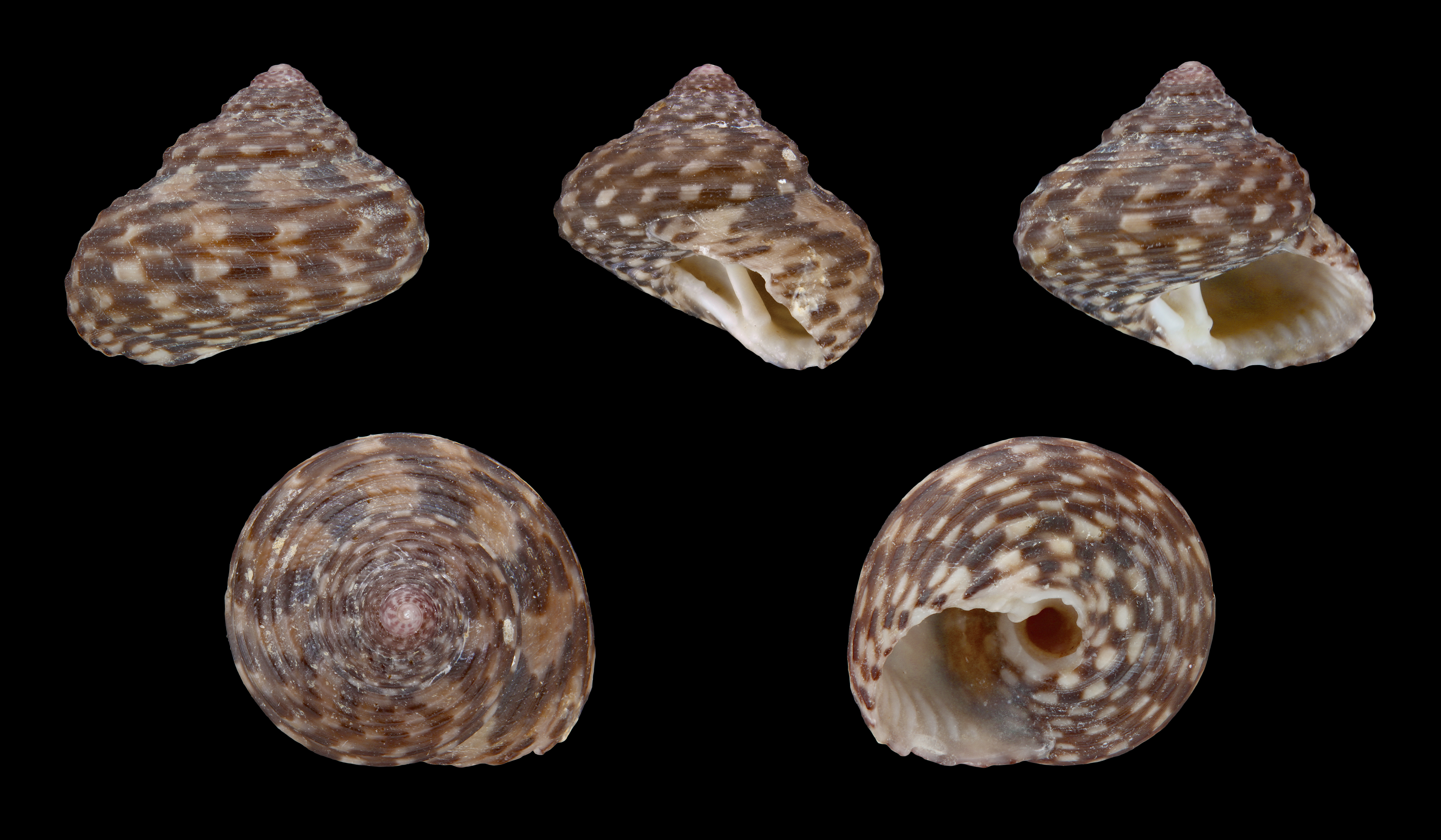
Clanculus jussieui
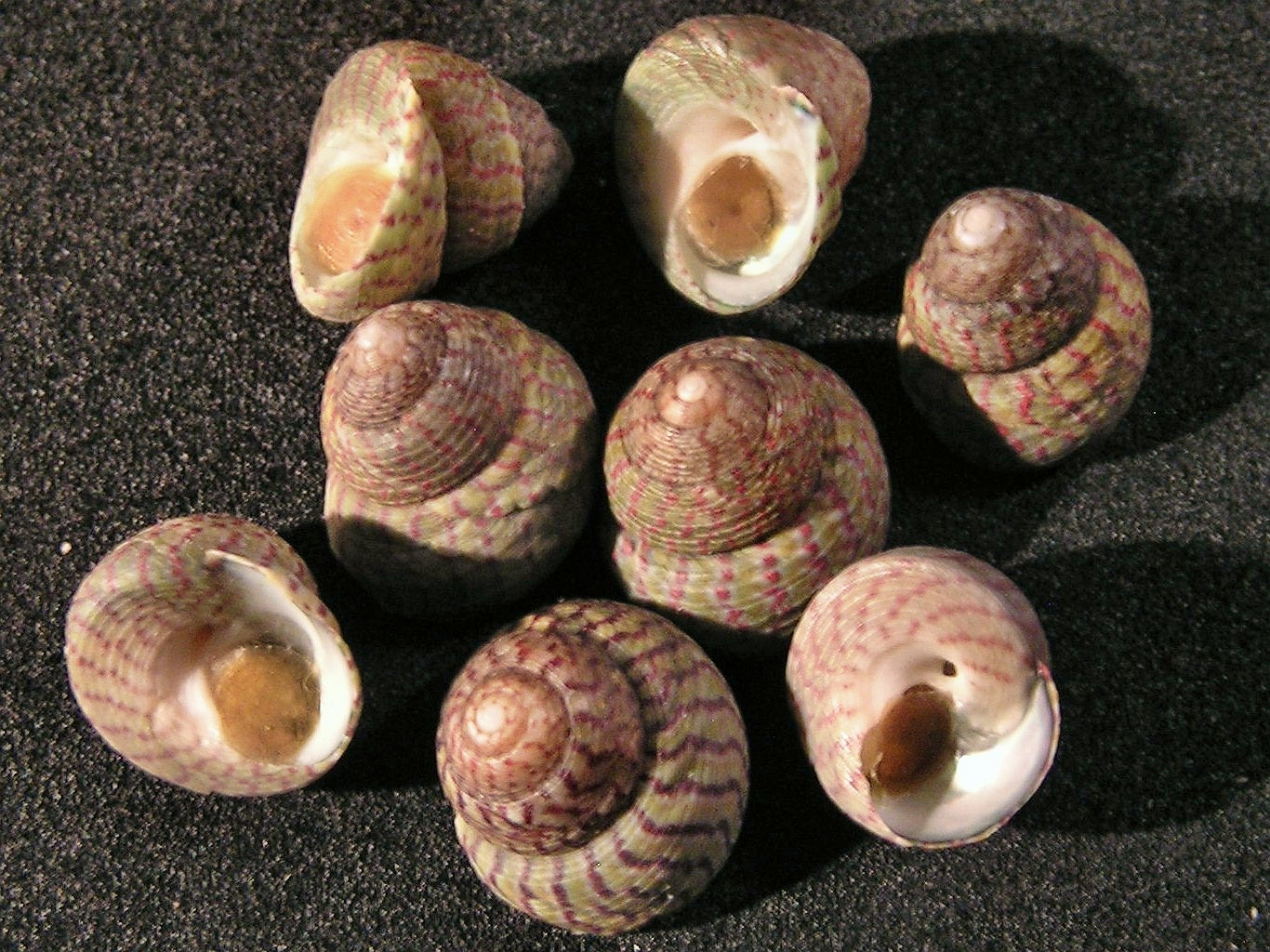
Gibbula divaricata
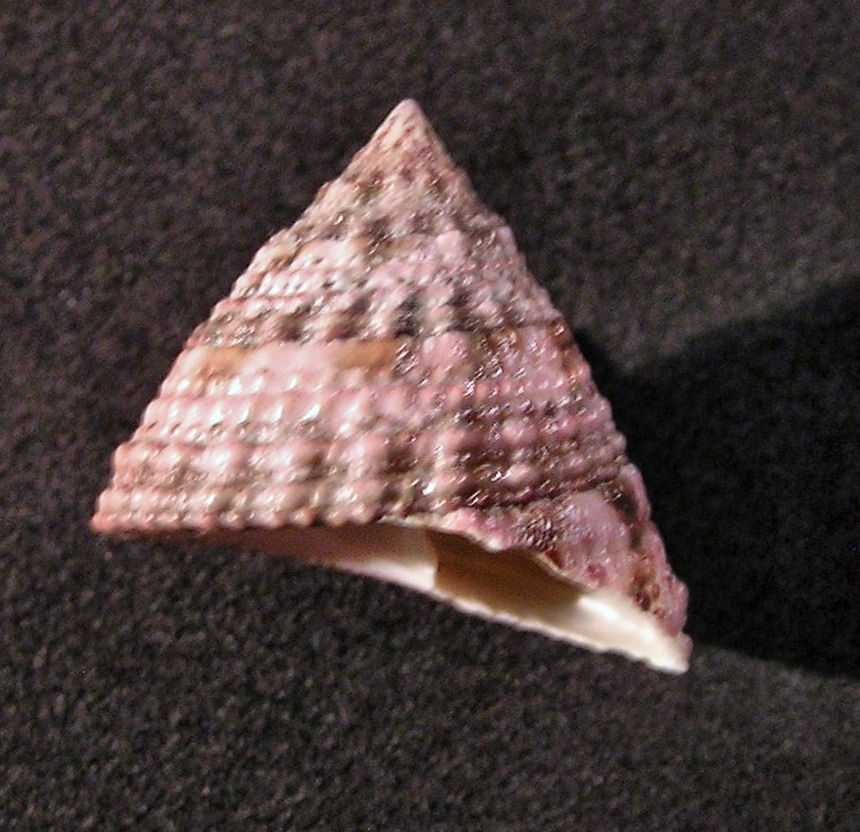
Infundibulum aemulans
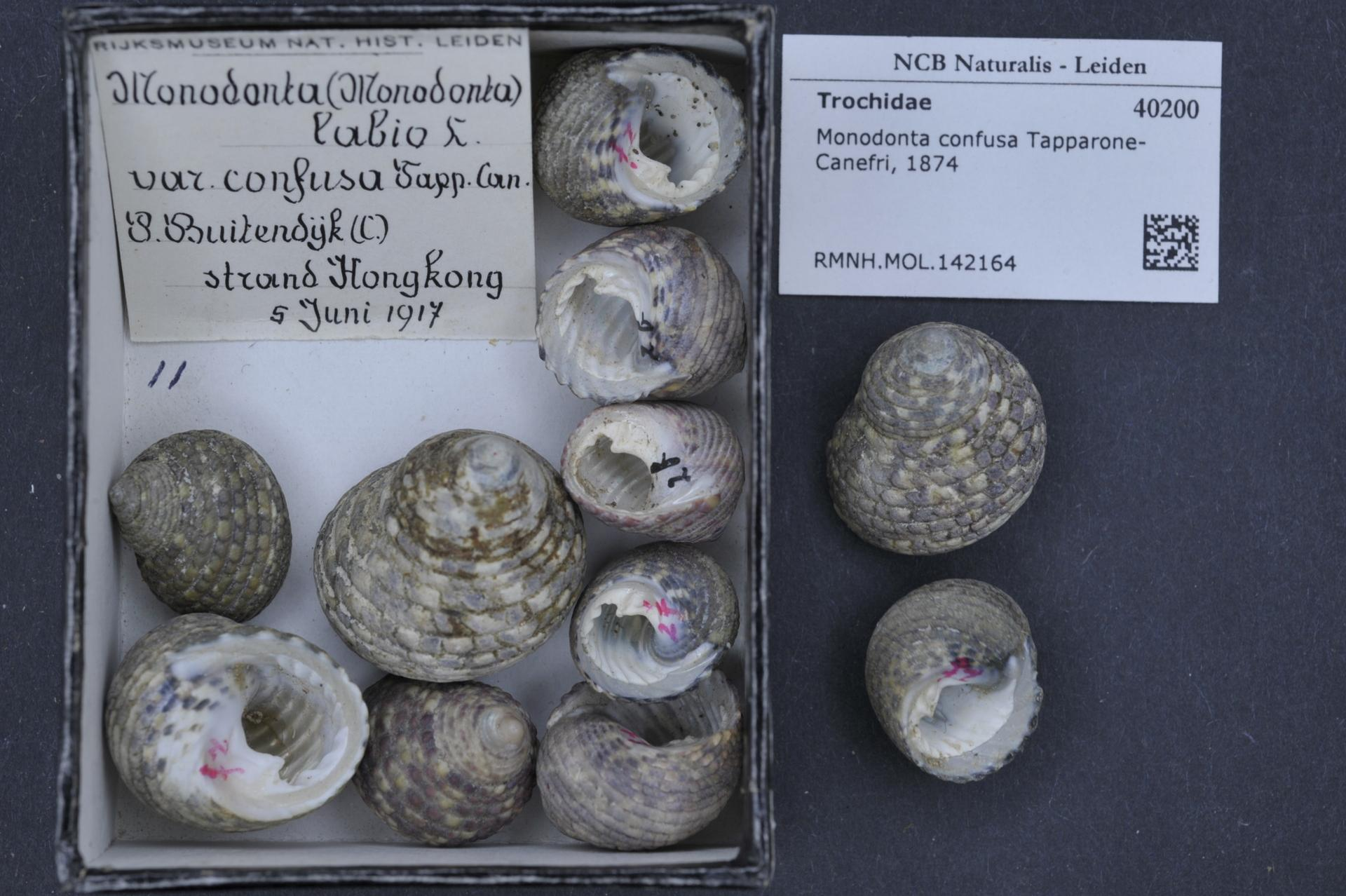
Monodonta confusa
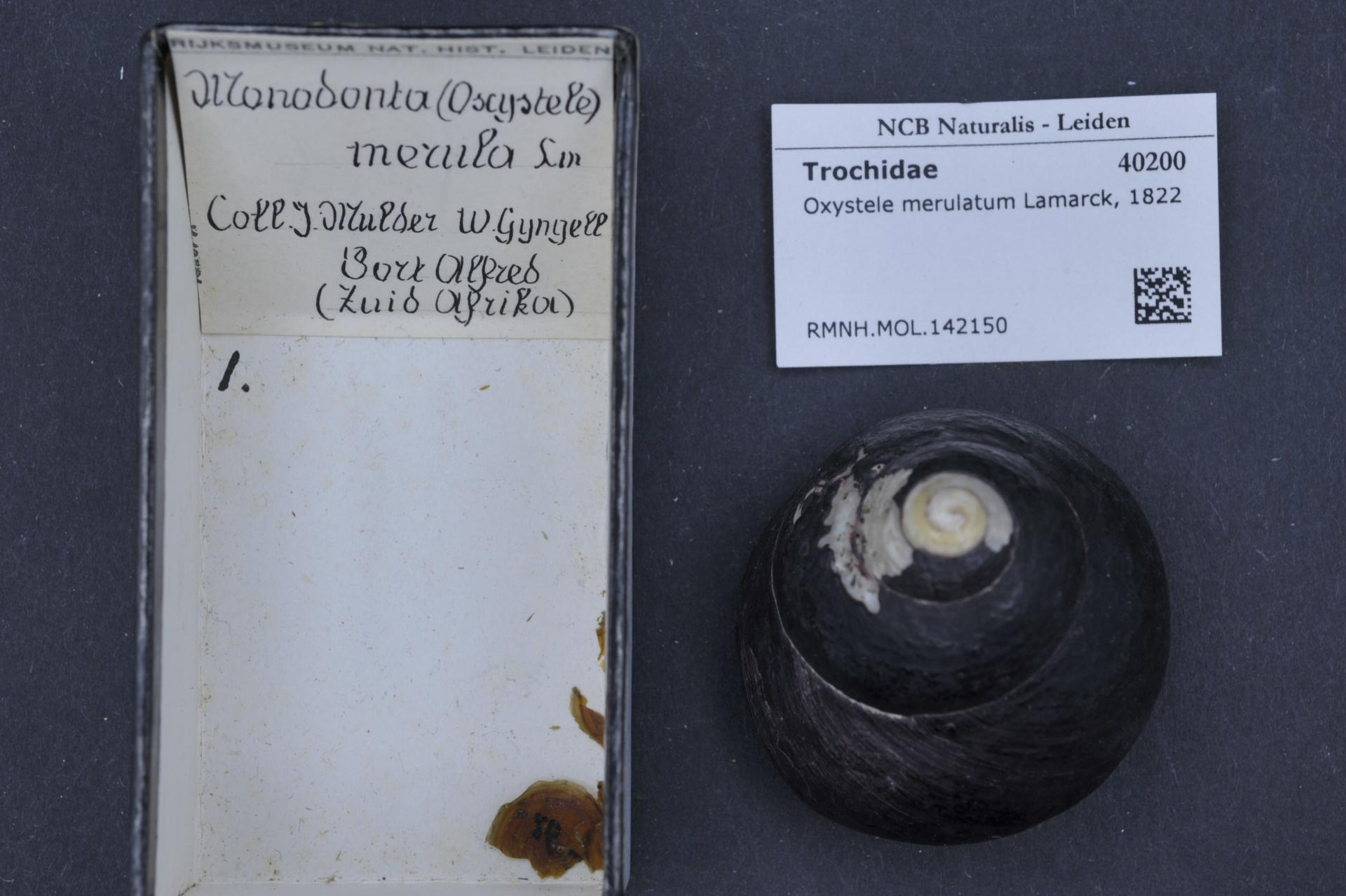
Oxystele merulatum
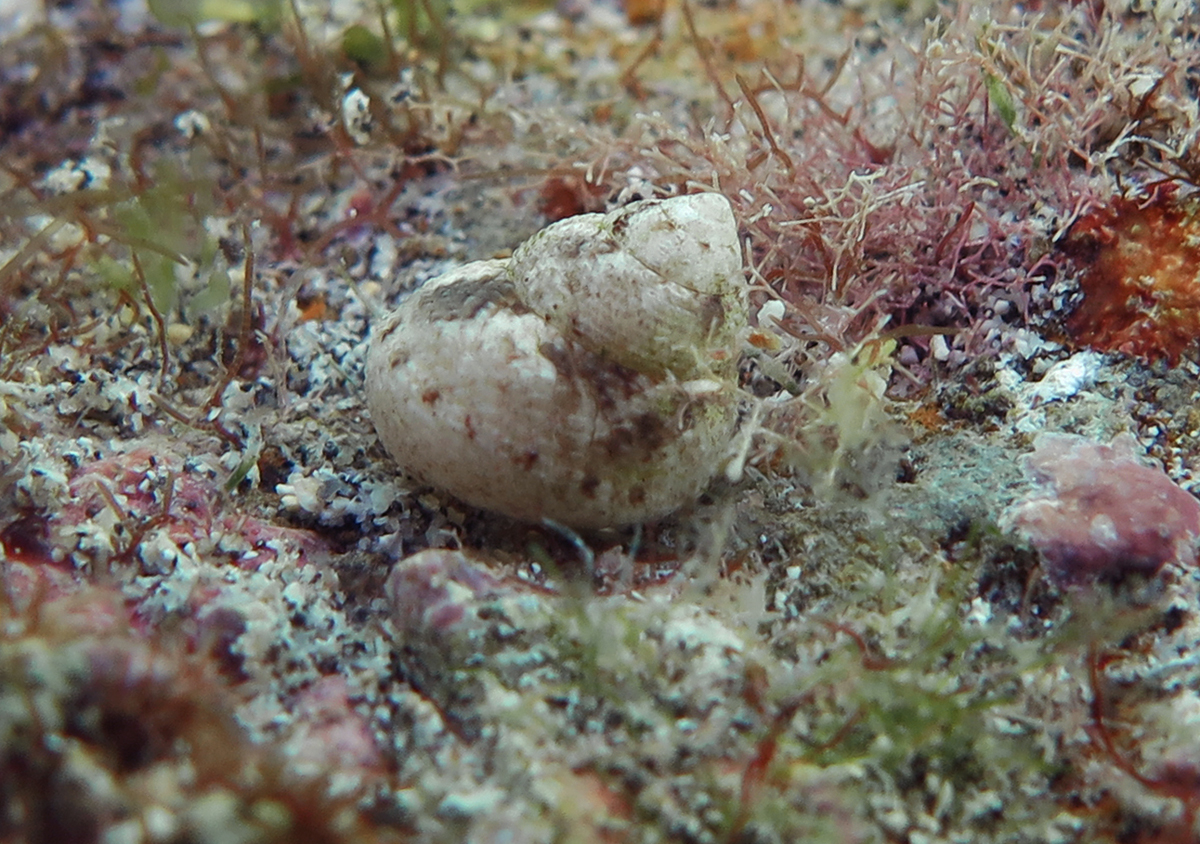
Priotrochus goudoti
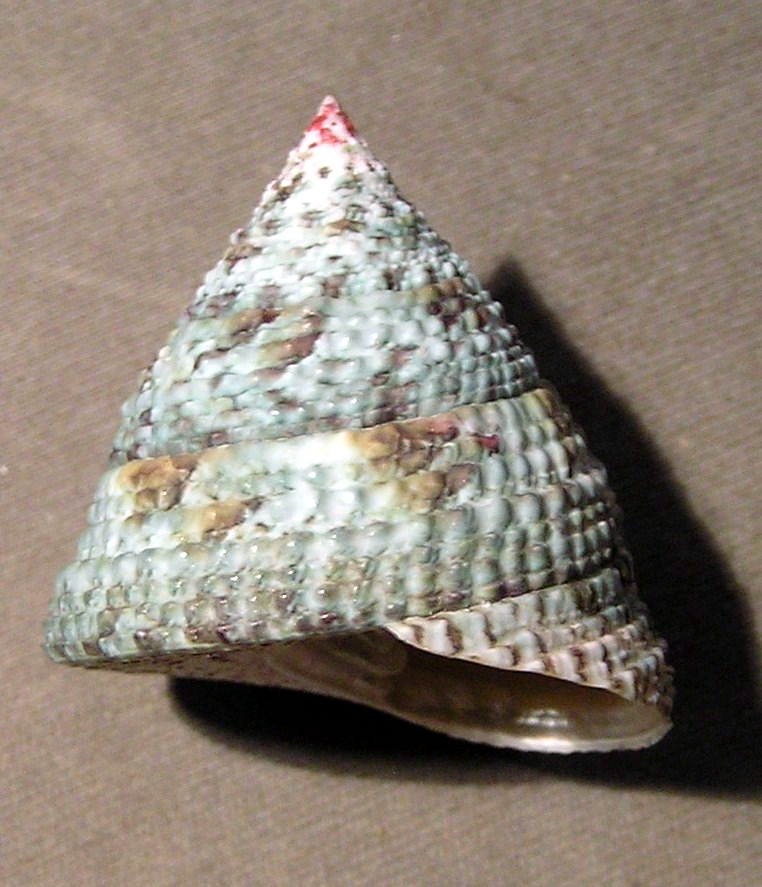
Trochus nigropunctatus